# Гырман
Гырман — село в Николаевском районе Хабаровского края. Входит в состав Магинского сельского поселения.

## География
Село находится на расстоянии 45 км к северо-западу от города Николаевск-на-Амуре, административного центра района.

## Население
| 1992 | 2002 | 2010 | 2011 | 2012 | 2021 |
| ---- | ---- | ---- | ---- | ---- | ---- |
| 136  | ↘85  | ↘68  | ↘67  | ↘66  | ↘39  |

## Улицы
- ул. Гаражная,
- пер. Майский,
- ул. Садовая.